# 二形卷柏
二形卷柏（学名：Selaginella biformis）为卷柏科卷柏属下的一个种。